# Beizama
Beizama is een gemeente in de Spaanse provincie Gipuzkoa in de regio Baskenland met een oppervlakte van 17 km². Beizama telt 166 inwoners (1 januari 2016).

## Demografische ontwikkeling
Bron: INE, 1857-2011: volkstellingen